# Skálavíkar kommuna
Skálavíkar kommuna er en kommune på Færøerne. Den omfatter bygden Skálavík på Sandoy, og er en af Færøernes mindste kommuner regnet i indbyggertal. 1. marts 2023 havde kommunen 131 indbyggere. Den dækker et areal på 29 km². Kommunens nuværende borgmester Linjohn Christiansen har siddet i kommunalbestyrelsen siden 1984.
Skálavíkar kommuna blev udskilt fra Sands kommuna i 1930.

## Politik

### Kommunalvalget 2024
Borgmester: Linjohn Christiansen
Viceborgmester: Anita Joensen
Sunniva í Stovuni, Jákup Myllhamar í Geil, Torkil Dalsgaard
Ligesom i 2020 opstillede alle kandidater til bygderådet på en fælles borgerliste. Linjohn Christiansen fik flest stemmer, og kunne dermed fortsætte som borgmester.